# Mellem Storbyens Artister
Mellem Storbyens Artister er en dansk stum sensationsfilm fra 1912 produceret af Nordisk Films Kompagni og instrueret af Eduard Schnedler-Sørensen efter manuskript af Alfred Kjerulf. 
Filmen havde dansk premiere den 8. november 1912 i Panoptikon Teatret og blev i  tysktalende lande distribueret som Die große Sensation og Circusleben, i engelsktalende lande som In A Den of Lions og i fransktalende lande som La vie des saltimbanques.
Filmen blev i 1959 vist af Det Danske Filmmuseum som led i en retrospektiv udstilling af danske sensationsfilm fra begyndelsen af 1910'erne. I Filmmuseets program for filmen (der også omfattede Shanghai'et og Et Drama paa Havet) blev "rabalderfilmen" og hele sensationsfilmgenren kritiseret voldsomt for sin kommercielle tilgang og sin foragtelige leflen for den korte, overfladiske tilfredsstillelse af publikum.

## Handling
Hver dag er liv og død for storbyens cirkusartister. Linedanserinden Ulla bor og arbejder i et cirkus med sin familie. På tragisk vis styrter Ullas mand i døden efter et fejltrin i akrobatikkens ’danse macabre’. Midt i Ullas sorg viser løvetæmmeren sig som et ægte rovdyr, der vejrer et let bytte. Men Ulla får større bekymringer, da cirkusdirektøren tvinger hende til at gå på line direkte over løvetæmmerens glubske løver.

## Medvirkende
- Ella Sprange som Ulla, linedanserinde
- Henry Seemann som John, Ullas bror, jockey
- Frederik Jacobsen
- Anton Gambetta Salmson
- Carl Schenstrøm
- Birger von Cotta-Schønberg
- Aage Lorenzen
- Axel Mattsson
- Albert Helsengreen
- Ingeborg Bruhn-Bertelsen
- Alma Hinding